# 富埃尔特德尔雷
富埃尔特德尔雷，是西班牙安达卢西亚自治区哈恩省的一个市镇。总面积35平方公里，总人口1215人（2001年），人口密度35人/平方公里。